# 小行星3888
小行星3888（英語：3888 Hoyt）是一颗围绕太阳公转的小行星。1984年3月28日，卡羅琳·舒梅克在帕洛马山发现了此天体。
这颗小行星的绝对星等为97.31320246579726等。